# Aust
Aust ist ein deutscher Familienname.

## Namensträger
- Adolf von Aust (1862–1938), österreichischer Feldmarschall-Leutnant
- Alfred Aust (1892–1982), deutscher Heimatforscher
- Amando Aust (* 1990), deutsch-gambischer Fußballspieler
- Andrea Aust (* 1960), deutsche Synchronsprecherin und Schauspielerin
- Bernd Aust (* 1945), deutscher Rockmusiker und Konzertmanager
- Bettina Aust (* 1988), deutsche Klarinettistin
- Emil Aust (1863–nach 1928), deutscher Klassischer Philologe, Religionshistoriker und Gymnasiallehrer
- Ernst Aust (1923–1985), deutscher Redakteur und Politiker (KPD, KPD/ML)
- Friederike Aust (* 1943), deutsche Schauspielerin und Synchronsprecherin
- Friedhelm Aust (1951–2015), deutscher Fußballspieler und Sportpädagoge
- Günter Aust (1921–2018), deutscher Kunsthistoriker und Museumsleiter
- Hans Aust (1926–1984), deutscher Lehrer und prähistorischer Archäologe
- Hans Walter Aust (1900–1983), deutscher Journalist
- Helmut Aust (* 1980), deutscher Rechtswissenschaftler und Hochschullehrer
- Herbert Aust (1913–1974), deutscher SS-Sturmbannführer
- Hermann Aust (Unternehmer) (1853–1943), deutscher Unternehmer
- Hermann Aust (Politiker) (1885–1955), österreichischer Politiker (SPÖ)
- Hugo Aust (1947–2025), deutscher Germanist, Sprachwissenschaftler und Hochschullehrer
- Irmingard Aust (1900–1992), schlesisch-deutsche Landschaftsmalerin und Grafikerin
- Jan Aust (1941–2023), deutscher Schauspieler, Theaterregisseur und -intendant
- Jokubas Aust (* 1999), deutscher Nachwuchsschauspieler
- Josef Aust (1899–1973), deutscher Politiker und Landtagsabgeordneter (CDU)
- Jürgen Aust (* 1960), deutscher Fußballschiedsrichter
- Karin Aust-Dodenhoff (* 1946), deutsche Juristin, Richterin, Gerichtspräsidentin
- Ludvík Aust (1863–1924), tschechischer Politiker
- Margrit Aust (1921–2014), österreichische Schauspielerin
- Markus Aust (* 1967), deutscher Komponist
- Martin Aust (* 1971), deutscher Historiker und Hochschullehrer
- Michael P. Aust (* 1965), deutscher Kurator, Kulturveranstalter und Filmproduzent
- Norbert Aust (* 1943), deutscher Jurist und Kulturmanager
- Otto Aust (1892–1943), schwedischer Segler
- Paul Aust (1866–1934), schlesisch-deutscher Landschaftsmaler, Grafiker und Schriftsteller
- Peter Aust (1939–1996), deutscher Schauspieler und Synchronsprecher
- Peter Aust (Fußballspieler) (1943–2021), österreichischer Fußballspieler
- René Aust (* 1987), deutscher Politiker (AfD)
- Robert Karl Wizinger-Aust (1896–1973), deutscher Chemiker
- Rochus Aust (* 1968), deutscher Musiker
- Stefan Aust (* 1946), deutscher Journalist und ehemaliger Chefredakteur des Spiegel
- Ulrich Aust (1942–1992), deutscher Architekt und Denkmalpfleger
- Wolfram Aust (1932–2012), deutscher Mediziner und Hochschullehrer